# Ocypode cursor
Ocypode cursor, il granchio fantasma, è una specie di granchio che si trova sulle spiagge dell'Oceano Atlantico orientale e del Mar Mediterraneo orientale. 

## Descrizione
Il carapace di Ocypode cursor è generalmente largo 3-4 cm, ma può raggiungere anche i 6 cm (massimo registrato nel Mediterraneo: 59mm).
Questo granchio può essere distinto da altre specie affini per la presenza di un ciuffo di setole sopra le punte degli steli oculari.

## Distribuzione
Ocypode cursor ha una distribuzione disgiunta, che comprende il Mar Mediterraneo orientale e le parti tropicali dell'Oceano Atlantico orientale, ma non il Mediterraneo occidentale che li collega. Si pensa che sia entrato nel Mediterraneo durante un periodo caldo, e sia stato poi limitato alla parte orientale più calda durante un successivo periodo più freddo, che ha isolato le due popolazioni. Schemi simili si riscontrano nella lumaca di mare Charonia variegata e nell'anemone di mare Telmatactis cricoides.
Il suo areale sembra si stia espandendo nel Mediterraneo centrale ed è verosimile che le due popolazioni possano ricongiungersi in futuro. Nell'Oceano Atlantico, O. cursor raggiunge verso sud il nord della Namibia, ma non il Sudafrica.

## Ecologia
O. cursor vive nelle spiagge sabbiose, dove scava in prossimità del limite dell'alta marea e talvolta al di sopra della zona intertidale. Il contenuto d'acqua della sabbia è il fattore chiave che determina la distribuzione delle tane.
È meno tollerante agli estremi di salinità e temperatura rispetto al granchio violinista Uca tangeri, ma può comunque diffondersi fino a una certa distanza dal mare in acque salmastre.
È un predatore notturno (di giorno solitamente sta nascosto nella tana), e si nutre tra l'altro delle uova delle tartarughe marine.
Nel Mar Mediterraneo, dove l'escursione di marea è trascurabile, le tane di O. cursor non si allontanano più di 3 metri dal mare (i granchi più grandi sono quelli che stanno più lontano dal mare).

## Tassonomia
Ocypode cursor fu descritto per la prima volta da Linneo nella decima edizione (1758) del suo Systema Naturae, sotto il nome "Cancer cursor".